# Korie Homan
Korie Homan (* 16. Juni 1986 in Nieuwleusen) ist eine ehemalige niederländische Rollstuhltennisspielerin.

## Karriere
Seit einem Autounfall 1998 ist Korie Homan auf den Rollstuhl angewiesen. Im Alter von 13 Jahren begann sie mit dem Rollstuhltennis und startete in der Klasse der Paraplegiker. 2003 ließ sie sich das verletzte Bein amputieren.
Sie nahm an 2008 in Peking an den Paralympischen Spielen teil und trat dabei sowohl im Einzel- als auch im Doppelwettbewerb an. Im Einzel erreichte sie das Finale, das sie gegen Esther Vergeer in drei Sätzen verlor. Mit Sharon Walraven gewann sie im Doppel die Goldmedaille. Im Finale besiegten sie Esther Vergeer und Jiske Griffioen in drei Sätzen.
Beim Wheelchair Tennis Masters erreichte sie von 2007 bis 2009 dreimal in Folge das Endspiel im Einzel. Sie unterlag in allen drei Partien Esther Vergeer. In der Doppelkonkurrenz gewann sie 2004 ihren ersten Titel, 2009 folgte der zweite. 2006 und 2007 stand sie ebenfalls im Finale, blieb da aber ohne Sieg. Bei Grand-Slam-Turnieren feierte sie 2010 bei den Australian Open ihren einzigen Titelgewinn im Einzel. Im Doppel gewann sie insgesamt fünf Titel, alle an der Seite Esther Vergeers. Der erste Titelgewinn gelang 2005 bei den US Open, die übrigen vier alle im Jahr 2009, womit ihr gleichzeitig ein Grand Slam gelang. Nach den Australian Open 2010 beendete sie ihre Karriere.
In der Weltrangliste erreichte sie ihre besten Platzierungen im Einzel mit Rang zwei am 19. November 2007 und im Doppel mit Rang eins am 27. Juli 2009.